# Giorgi Kvilitaia
Giorgi Kvilitaia, né le 1er octobre 1993 à Abacha en Géorgie, est un footballeur international géorgien. Il évolue au poste d'attaquant à l'Aris Limassol.

## Biographie

### En club
Il inscrit 24 buts dans le championnat de Géorgie lors de la saison 2015-2016.
Avec le club du Rapid Vienne, il participe à la phase de groupe de la Ligue Europa lors de la saison 2016-2017 (cinq matchs joués).

### En équipe nationale
Giorgi Kvilitaia joue son premier match en équipe de Géorgie le 27 mai 2016, en amical contre la Slovaquie (défaite 1-3 à Wels). Il inscrit ses deux premiers buts avec la Géorgie le 28 mars 2017, en amical contre la Lettonie (victoire 5-0 à Tbilissi).
Il participe avec la Géorgie aux éliminatoires du mondial 2018 (six matchs joués).
Le 22 mai 2024, il fait partie de la liste des 26 joueurs convoqués par Willy Sagnol pour disputer l'Euro 2024.

## Palmarès
- Champion de Hongrie en 2013 avec le Győri ETO
- Champion de Géorgie en 2016 avec le Dinamo Tbilissi
- Vainqueur de la Coupe de Géorgie en 2016 avec le Dinamo Tbilissi
- Finaliste de la Coupe de Belgique en 2019 avec le KV Malines